# Horace Clement Hugh Robertson
Sir Horace Clement Hugh Robertson KBE, DSO, avstralski general, * 29. oktober 1894, † 28. april 1960.
Robertsone je poznan kot eden ključnih ljudi pri ustanovitvi Avstralskega oklepnega korpusa.